# 茶褐伏翼
茶褐伏翼（学名：Pipistrellus affinis）为蝙蝠科伏翼属的动物。在中国大陆，分布于西藏、广西、海南、福建、云南等地，主要栖息于林地。该物种的模式产地在缅甸。